# Stanisław Ruziewicz
Stanisław Ruziewicz   (Kolomia, 29 d'agost de 1889 - Lviv, 12 de juliol de 1941) va ser un matemàtic polonès.

## Vida i Obra
Va ser deixeble de Wacław Sierpiński; iva obtenir el doctorat el 1913 a la universitat de Lwów (actual Lviv, Ucraïna). La seva tesi era sobre les funcions continues que no son diferenciables. Va ser nomenat professor de la pròpia universitat i rector de l'Acadèmia de Comerç Exterior de Lwów. Durant la Segona Guerra Mundial la ciutat va ser ocupada per l'exèrcit nazi alemany el 1941. Ruziewicz va ser arrestat i assassinat per la Gestapo el 12 de juliol de 1941, durant la Masacre de Professors de Lwów.
El problema de Ruziewicz, que pregunta sobre la caracterització de certe propietats de la mesura de Lebesgue sobre la esfera, porta el seu nom en honor seu.